# Sandra Ygueravide
Sandra Ygueravide Viana (Valencia, 28 de dezembro de 1984) é uma jogadora de basquete espanhola.

## Carreira
Ygueravide competiu pelo clube espanhol Ros Casares , onde se estreou na Liga Femenina aos dezassete anos. Com o clube valenciano, ela conquistou três títulos da Copa de la Reina (2002, 2003, 2004) e um título da liga (2003-04). Na temporada 2004-05 ela assinou pelo Avenida , conquistando seu quarto troféu da Copa de la Reina. Mais tarde, jogou em vários times da Liga Femenina, Ciudad de Burgos (2005–06), Estudiantes (2006–2011) e Txingudi (2011–13), entre outros. Ygueravide também competiu na Liga Turca , nos clubes franceses Pays d'Aix Basket 13 , Villeneuve-d'Ascq , no clube polonês Wisła Kraków , onde conquistou o título da Copa (2017) e o vice-campeonato da liga (2016). –17), e com Nadezhda Orenburg da Liga Russa , conquistando seu primeiro título europeu, a EuroCup Feminina (2018–19).. Na temporada 2022–23, ela retornou à Liga Femenina jogando pelo Gernika e no ano seguinte, assinou com o Uni Girona .
Ygueravide jogou internacionalmente pela seleção principal espanhola. Ela também já competiu internacionalmente pela equipe 3x3 , vencendo a Copa Europa (2021, sendo MVP do torneio), junto com Vega Gimeno , Marta Canella e Aitana Cuevas, e vice-campeã duas vezes (2019, 2023). Em setembro de 2022, ela alcançou o número 1 no ranking 3x3 da FIBA, tornando-se a primeira jogadora espanhola a fazê-lo.
Nos Jogos Olímpicos de Verão de 2024, em Paris, conquistou a medalha de prata no torneio feminino do basquetebol 3x3, após confronto na final contra a equipe alemã, ao lado de Vega Gimeno, Juana Camilión e Gracia Alonso de Armiño.